# バドレーシュワル

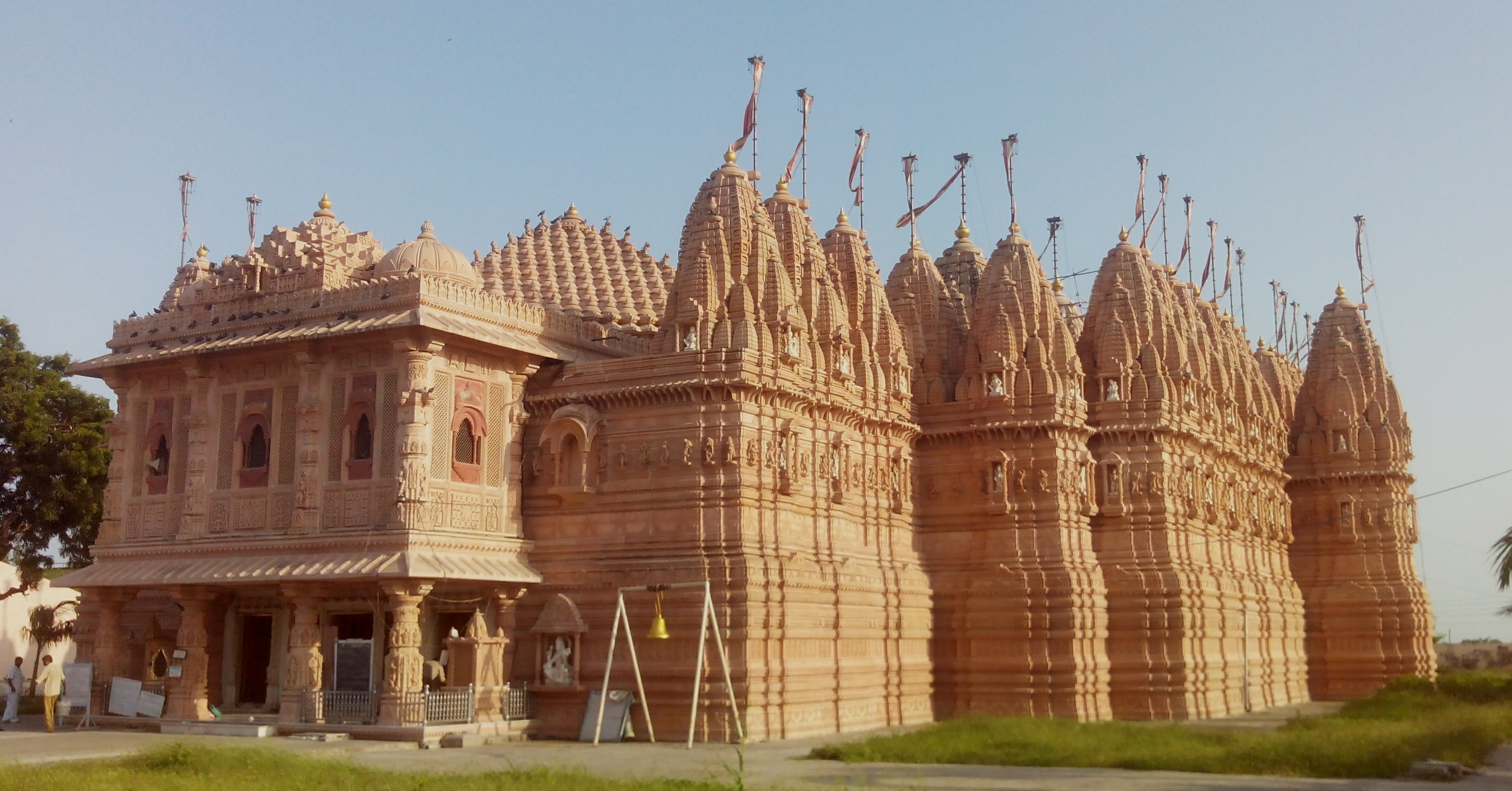
バドレーシュワルの寺院

バドレーシュワル（グジャラート語：ભદ્રેસર、英語：Bhadreshwar）は、インドのグジャラート州、カッチ県の村。

## 歴史
5世紀頃から知られ、バドラーワティー（Bhadrawati）の名で知られていた。
1815年、ムスリムの将軍フサイン・ミーヤーン率いるカッチ王国とイギリスの軍勢が衝突し、イギリスが勝利した（バドレーシュワルの戦い）。